# Лорел Ейткен
Лорел Ейткен (англ. Laurel Aitken), справжнє ім'я — Лоренцо Ейткен (англ. Lorenzo Aitken; 22 квітня 1927 — 17 липня 2005) — ямайський музикант кубинського походження, один з родоначальників напрямку ска. З 1960 працював у США.

## Дискографія (вибірково)
- The Legendary Godfather Of Ska Vol.1 — 1989
- The Story So Far — 1995
- The Pama Years 1969-71 — 1998
- En Espagnol — 1999
- The Godfather Of Ska — 2000
- With Court Jester's Crew — Jamboree — 2001
- Rise & Fall — 2001
- Rudi Got Married — 2002
- Live At Club Ska — 2002
- Ska with Laurel